# Morville-lès-Vic
Morville-lès-Vic és un municipi francès, situat al departament del Mosel·la i a la regió del Gran Est. L'any 2017 tenia 123 habitants.

## Demografia
El 2007 la població de fet era de 120 persones. Hi havia 44 famílies i 56 habitatges

## Economia
El 2007 la població en edat de treballar era de 76 persones. Dels set establiments que hi havia el 2007, 5 eren d'empreses de construcció, 1 d'una empresa de transport i 1 d'una empresa immobiliària.
L'any 2000 hi havia set explotacions agrícoles que conreaven un total de 1.508 hectàrees.